# Byrsonima verbascifolia
 (septembre 2024).
La mise en forme du texte ne suit pas les recommandations de Wikipédia : il faut le « wikifier ».
Les points d'amélioration suivants sont les cas les plus fréquents :
- Les titres sont pré-formatés par le logiciel. Ils ne sont ni en capitales, ni en gras.
- Le texte ne doit pas être écrit en capitales (les noms de famille non plus), ni en gras, ni en italique, ni en « petit »…
- Le gras n'est utilisé que pour surligner le titre de l'article dans l'introduction, une seule fois.
- L'italique est rarement utilisé : mots en langue étrangère, titres d'œuvres, noms de bateaux, etc.
- Les citations ne sont pas en italique mais en corps de texte normal. Elles sont entourées par des guillemets français : « et ».
- Les listes à puces sont à éviter, des paragraphes rédigés étant largement préférés. Les tableaux sont à réserver à la présentation de données structurées (résultats, etc.).
- Les appels de note de bas de page (petits chiffres en exposant, introduits par l'outil «  Source ») sont à placer entre la fin de phrase et le point final[comme ça].
- Les liens internes (vers d'autres articles de Wikipédia) sont à choisir avec parcimonie. Créez des liens vers des articles approfondissant le sujet. Les termes génériques sans rapport avec le sujet sont à éviter, ainsi que les répétitions de liens vers un même terme.
- Les liens externes sont à placer uniquement dans une section « Liens externes », à la fin de l'article. Ces liens sont à choisir avec parcimonie suivant les règles définies. Si un lien sert de source à l'article, son insertion dans le texte est à faire par les notes de bas de page.
- La présentation des références doit suivre les conventions bibliographiques. Il est recommandé d'utiliser les modèles {{Ouvrage}}, {{Chapitre}}, {{Article}}, {{Lien web}} et/ou {{Bibliographie}}. Le mode d'édition visuel peut mettre en forme automatiquement les références.
- Insérer une infobox (cadre d'informations à droite) n'est pas obligatoire pour parachever la mise en page.

Pour une aide détaillée, merci de consulter Aide:Wikification.
Si vous pensez que ces points ont été résolus, vous pouvez retirer ce bandeau et améliorer la mise en forme d'un autre article.
Espèce
Classification APG II (2003)
Statut de conservation UICN

 LC  : Préoccupation mineure
Synonymes
Selon GBIF (30 septembre 2024)
- Byrsonima crassifolia (Vell.) Steud.
- Byrsonima latifolia Kralik
- Byrsonima latifolia Krulik
- Byrsonima pachyphylla Griseb.
- Byrsonima spathulifolia Kralik
- Byrsonima verbascifolia f. brasiliensis Ndz.
- Byrsonima verbascifolia f. brasiliensis Nied.
- Byrsonima verbascifolia f. discolor (Griseb.) Griseb.
- Byrsonima verbascifolia f. leiocarpa Griseb.
- Byrsonima verbascifolia f. spathulata Ndz.
- Byrsonima verbascifolia f. spathulata Nied.
- Byrsonima verbascifolia f. vulgaris Nied.
- Byrsonima verbascifolia subsp. discolor Griseb.
- Byrsonima verbascifolia subsp. discolor Nied., 1928
- Byrsonima verbascifolia subsp. villosa (Griseb.) Nied.
- Byrsonima verbascifolia subsp. villosa Griseb.
- Byrsonima verbascifolia var. angustifolia A.Juss.
- Byrsonima verbascifolia var. denudata Cuatrec.
- Byrsonima verbascifolia var. discolor Griseb., 1839
- Byrsonima verbascifolia var. intermedia A.Juss.
- Byrsonima verbascifolia var. latifolia A.Juss.
- Byrsonima verbascifolia var. leiocarpa Griseb.
- Byrsonima verbascifolia var. paraguayensis Chodat
- Byrsonima verbascifolia var. petiolata A.Juss.
- Byrsonima verbascifolia var. spatulifolia A.Juss.
- Byrsonima verbascifolia var. villosa Griseb.
- Malpighia bicolor Mart.
- Malpighia bicolor Mart. ex A.Juss.
- Malpighia crassifolia Vell.
- Malpighia verbascifolia L. - Basionyme

Byrsonima verbascifolia est une espèce de plantes à fleurs dans la famille Malpighiaceae (famille de l'acérola).
En Guyane, on le connaît sous les noms de Prunier, Zoreil d'âne (Créole), Murici-rasteiro, Orelha-de-veado (Portugais).
Au Brésil, on l'appelle Murici ou Murici-passa .

## Description
Byrsonima verbascifolia est un sous-arbuste lignifié, noueux, jusqu'à 60 cm de haut, avec des axes courts de 1,5-2 cm de diamètre, et une pubescence brune sur les parties jeunes.
Les feuilles sont portées en grappes sessiles denses sur la tige épaisse et liégeuse, les entrenœuds étant essentiellement absents.
Les stipules sont longs de 6-12 mm, connés, la paire triangulaire.
Les pétioles sont longs de 10-35(-80) mm.
Le limbe des grandes feuilles mesure 14-25(-33) × 5-13 (-15) cm, est coriace, de forme obovée ou spatulée, atténuée à la base, généralement obtuse ou arrondie et apiculée à l'apex, densément et généralement continuellement villositaire adaxialement et laineux abaxialement, rarement éventuellement subglabre adaxialement ou sur les deux faces.
La nervation est proéminente dessous.
Les inflorescences sont longuement pubescentes, longues de 8 à 25 cm.
Les bractées et bractéoles sont étroitement triangulaires ou subulées, caduques.
Les bractées 5-11 mm de long, bractéoles environ la moitié de la longueur.
Les pédicelles sont décourbés dans le fruit.
Les fleurs sont axillaires de 15-20 mm.
Les pétales sont jaunes, le pétale postérieur églandulaire.
Les anthères sont vaguement tomentosées à glabres, le connectif ne dépassant pas ou à peine les loges.
L'ovaire est densément appressé-villeux.
Le fruit est jaune, globuleux, de 1-1,5 cm de diamètre (séché), finement villosés.
Des plantes occasionnelles ont des entre-nœuds allongés, des feuilles courtes avec des pétioles non ailés, et de petites bractées. Elles résultent probablement d'une hybridation entre Byrsonima verbascifolia et Byrsonima crassifolia, qui est commune et répandue et se trouve dans le même habitat.
Ce taxon est extrêmement variable dans son aire de répartition et représente probablement un complexe de plusieurs taxons apparentés plutôt qu'une seule espèce. Les notes descriptives ci-dessus se réfèrent uniquement à la forme que l'on trouve au Venezuela et dans les Guyanes,,.

En 1952, Lemée propose la description suivante de Byrsonima verbascifolia :

« B. verbascifolia Rich. (Malpighia v. L.). Petit arbre pouvant atteindre 3 m, ou réduit à la souche avec feuilles au ras du sol, jeunes parties densément tomenteuses-hispides; feuilles assez variables, sessiles ou presque, pouvant atteindre 0,35 sur 0,20, oblongues-lancéolées ou obovales ou spatulées, à sommet en général arrondi ou émarginé, les adultes plus ou moins hispides en dessus et velues en dessous, stipules, connées, longues de 5-12 mm. ; grappes ou pseudo-grappes terminales embrassées à la base par des stipules ou des bractées, fleurs jaunes, pétales cordés à la base, dentés , ovaire en général poilu, styles glabres ; drupe globuleuse à diamètre de 0,01. - Pariacabo ; herbier Lemée : de Léandre à Passoura et à la Roche-Elisabeth : souche de 0,30-0, 50, feuilles à sommet aigu. »

— Albert Lemée, 1952.

## Répartition
Byrsonima verbascifolia est présente du Honduras au Brésil en passant par le Nicaragua, la Colombie, le Venezuela, le Guyana, le Suriname, la Guyane et la Bolivie.

## Écologie
Byrsonima verbascifolia pousse dans les savanes ouvertes, souvent sur du sable blanc, à 50-1 200 m d'altitude au Venezuela, et en Guyane dans les savanes sur sol engorgé jusqu'à la surface, où il fleurit en Septembre et Avril.
Sa phénologie a été étudiée, de même que la dormance de ses graines.

## Usages
En Guyane, les Créoles de la région d'Iracoubo l'emploient pour nettoyer et soigner les ulcères.

« MALPIGHIA VERBASCIFOLIA; BYRSONIMA VERBASCIFOLIA Rich. est employé (les racines et les souches en décoction), pour déterger les ulcères et laver les plaies. C'est une plante astringente. »

— Dr Heckel, 1897
Ses fruits commestibles ont été décrits et analysés,. Ils peuvent être utilisés pour la confection de barres de céréales.
Des analyses chimiques ont révélé la présence de tanins, de terpènes, de stérols, etc.,,,
Les feuilles présentent une activité anti-inflammatoire,,.
Byrsonima verbascifolia utilisé dans la médecine populaire pour traiter la diarrhée, les infections intestinales, les plaies chroniques, la maladie de Chagas, les inflammations et comme diurétique, et ne provoquerait pas de malformations chez la souris gestante, et présente des effets contre la toxicité doxorubicine chez la mouche drosophile.
Certains de ses composants favorisent la production de cal dans les cultures in vitro,.

## Protologue

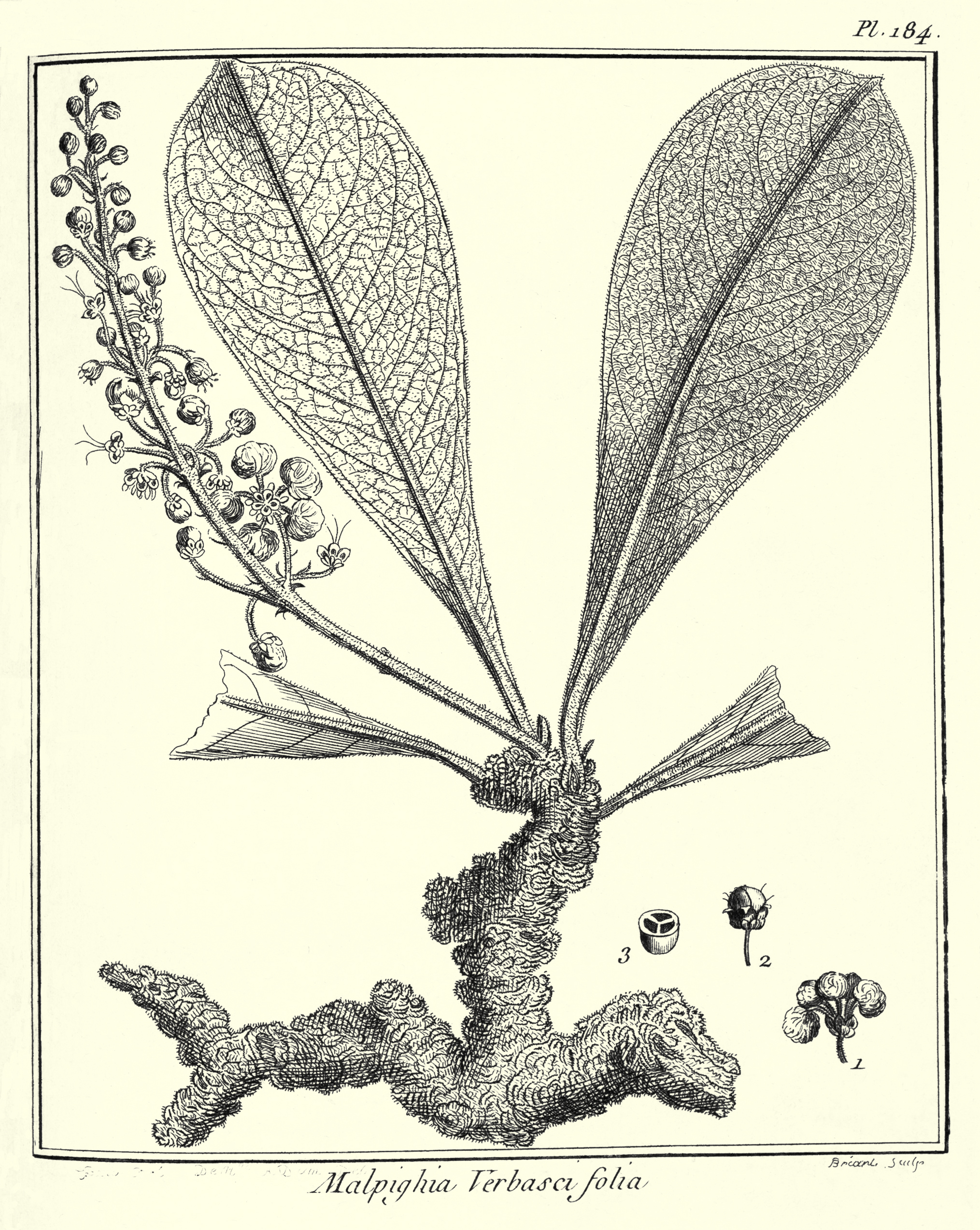
Byrsonima verbascifolia par Aublet (1775)
Planche 183 : 1. Fleur. - 2. Calice. Baie. Débris des étamines. - 3. Baie couple en travers.

En 1775, le botaniste Aublet a décrit Byrsonima verbascifolia sous le nom de Malpighia verbascifolia, dont le protologue est le suivant :

« 4. MALPIGHIA (verbaſcifolia) foliis lanceolato-ovatis, tomentoſis, integerrimis, racemis terminalibus. Lin. Spec. 610. (TABULA 184.) 
Malpighia humilis, verbaſci folio & facie, caule craſſiſſimo. Barr. Franc. Æquin. 71.

Frutex trunco pedali, ſubramoſo, tortuoſo, cortice rugoſa. Folia ſex vel octo, ad ſummitatem oppoſita, oblongo-ovaca, tomentoſa, cinerea, cum pilis utrinque acutis, declinatis, intermixtis ; petiolus utrinque marginatus. Stipulæ breves, binæ, oppoſitæ, villoſæ, rufeſcentes, ad baſim ſinguli petioli. Flores alterni, ſolitarii autfaſciculati, inſpicam longam, villoſam, terminalem diſpoſiti ; pedunculus florum ad baſim duabus squamulis munitur. Corolla lutea. Fructus ; bacca globoſa, villoſa, ſublutea, unilocularis. Semina tria, angulata, extus convexa, rugoſa.
Florebat, fructumque ferebat Novembri & Decembri.
Habitat in campis & pratis Guianæ propè maris littora.
Nomen Caribæum MOUREILA.

LE MOUREILLER nain. (PLANCHE 184.)
Cet arbrisseau pouſſe de ſa racine une groſſe souche ligneuſe, tortueuſe, chargée par intervalle de gros nœuds d'où fort un paquet de ſix à huit feuilles avec un épi de fleurs. cette ſouche a environ trois pouces de diamètre ; l'on écorce eſt noirâtre, & l'on bois eſt rougeâtre. 
Les feuilles ſont deux à deux, oppoſées, oblongues, ovales, terminées en pointe, couvertes de longs poils verdâtres en deſſus & cendres en deſſous. Entre les poils qui couvrent la face ſupérieure on en remarque qui ſont couches, & aigus par les deux bouts. Le pédicule des feuilles eſt comme ailé, convexe en deſſous, applati en deſſus, & accompagne à ſa naiſſance de deux stipules courtes, larges & épaiſſes, couvertes d'un duvet rouſſâtre. Les plus grandes feuilles ont huit pouces de longueur, ſur environ quatre de largeur. 
Les fleurs naiſſent ſur un épi cendré, long d'un pied, entre deux feuilles. Elles ſont ſolitaires, ou bien deux ou trois enſemble, portées chacune ſur un pédoncule particulier, qui porte à ſa baſe deux petites écailles. Ces fleurs ſont jaunes, & de la même ſtructure & grandeur que les précédentes. Leur fruit eſt une baie arrondie, velue, verdâtre, elle eſt repréſentée de grandeur naturelle. Elle contient trois petits noyaux anguleux, & raboteux extérieurement. 
Cet arbuſte eſt nommé MOUREILA par les Galibis. 
Il croît dans les terreins ſablonneux & découverts qu'on traverſe en allant par terre de Caïenne à Sinémari. 
Il étoit en fleur & en fruit dans les mois de Novembre & Décembre. 
La décoction des racines & des ſouches eſt employée pour déterger les ulcères, & laver les plaies; elle eſt vulnéraire & aſtringente: cette décoction prend une teinture rouge. »

— Fusée-Aublet, 1775.

## Galerie

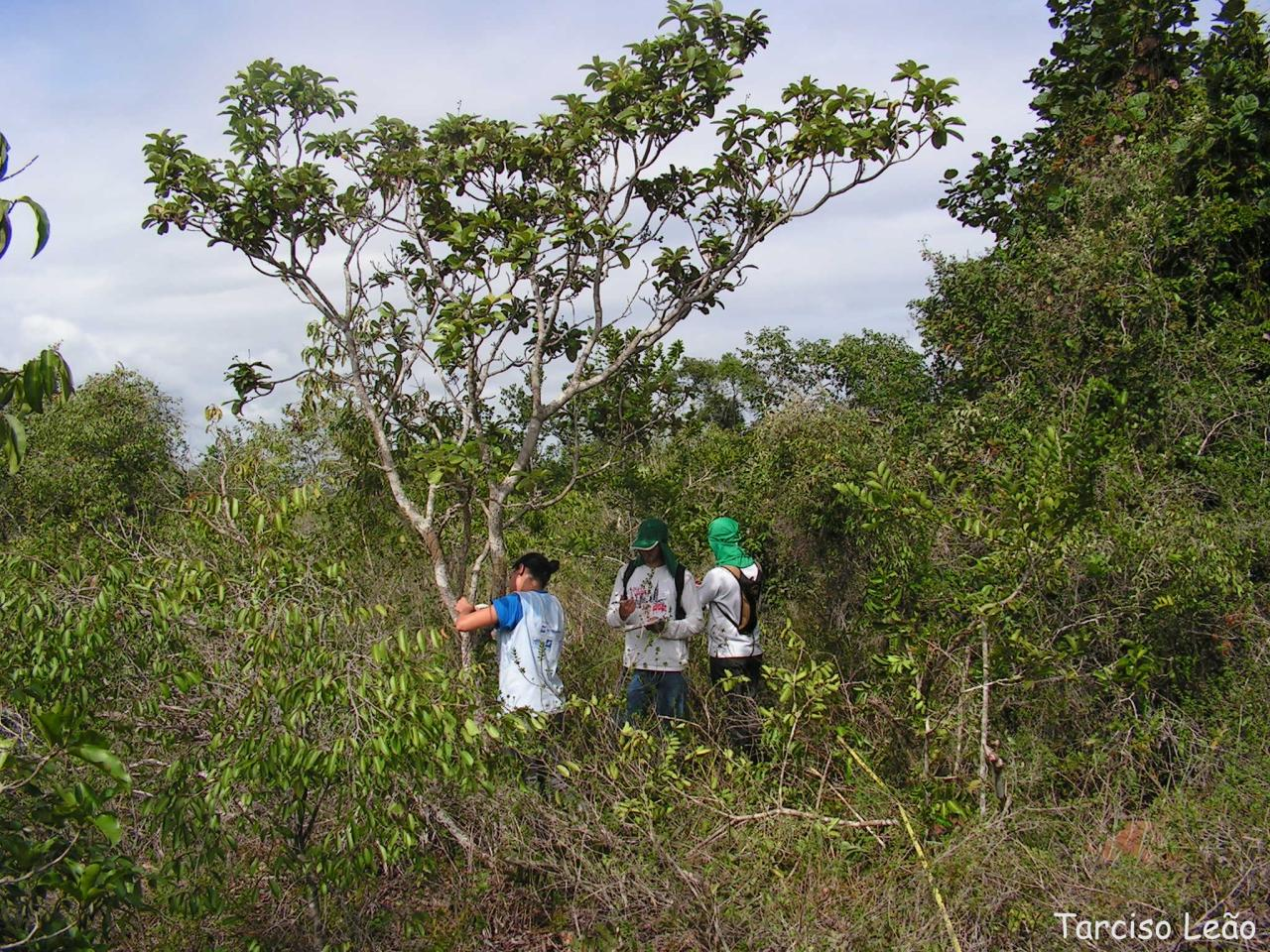
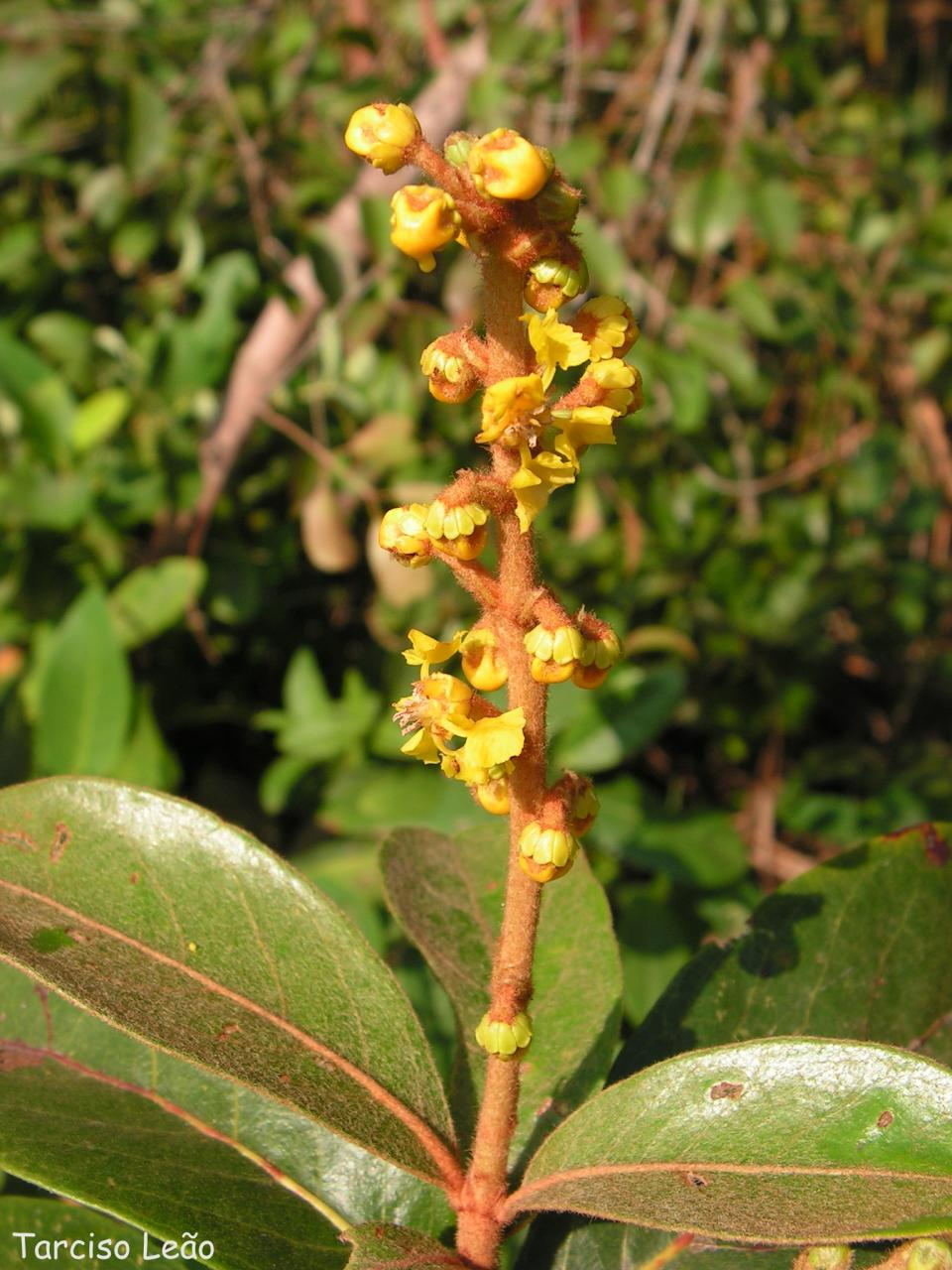
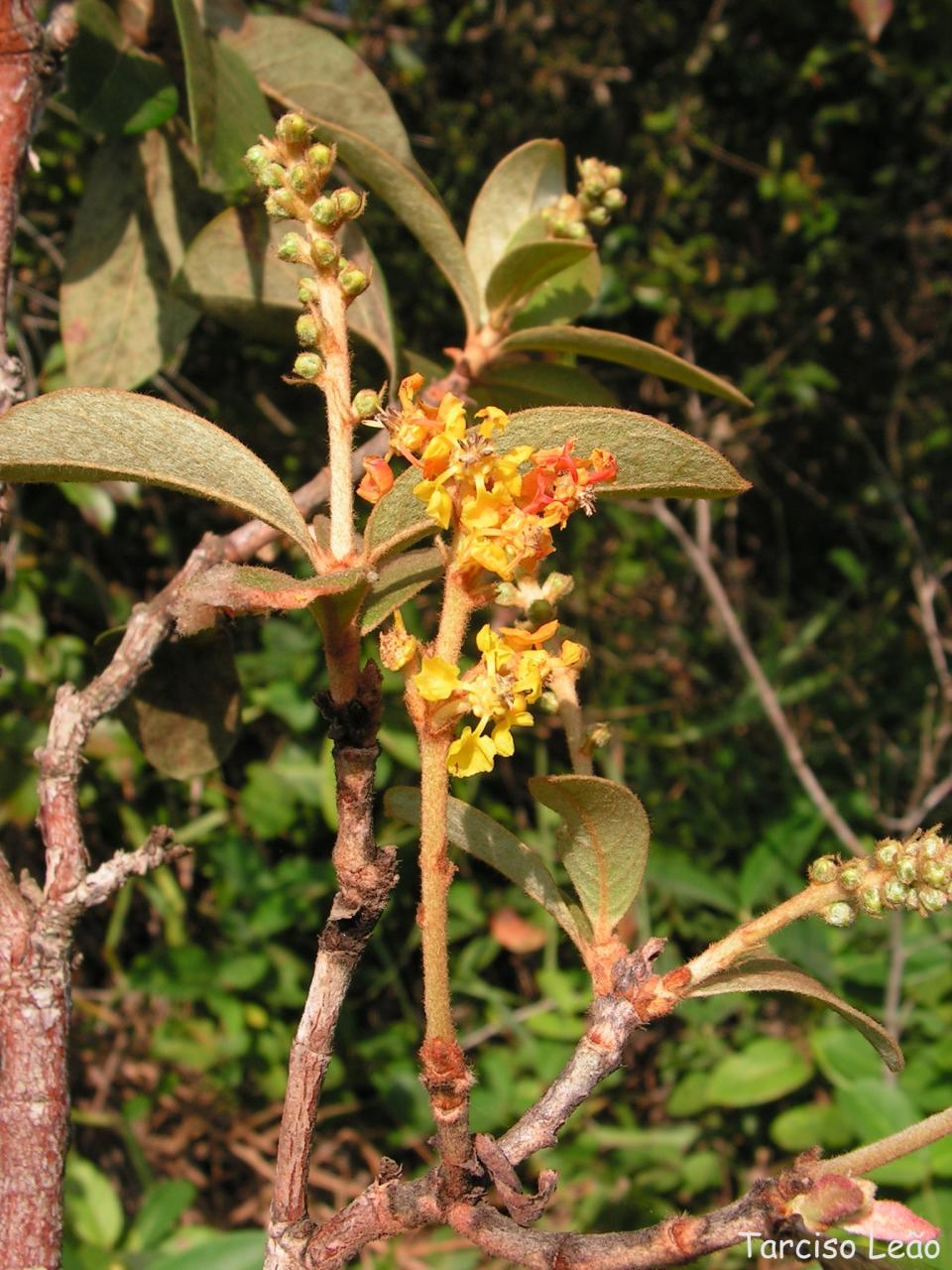
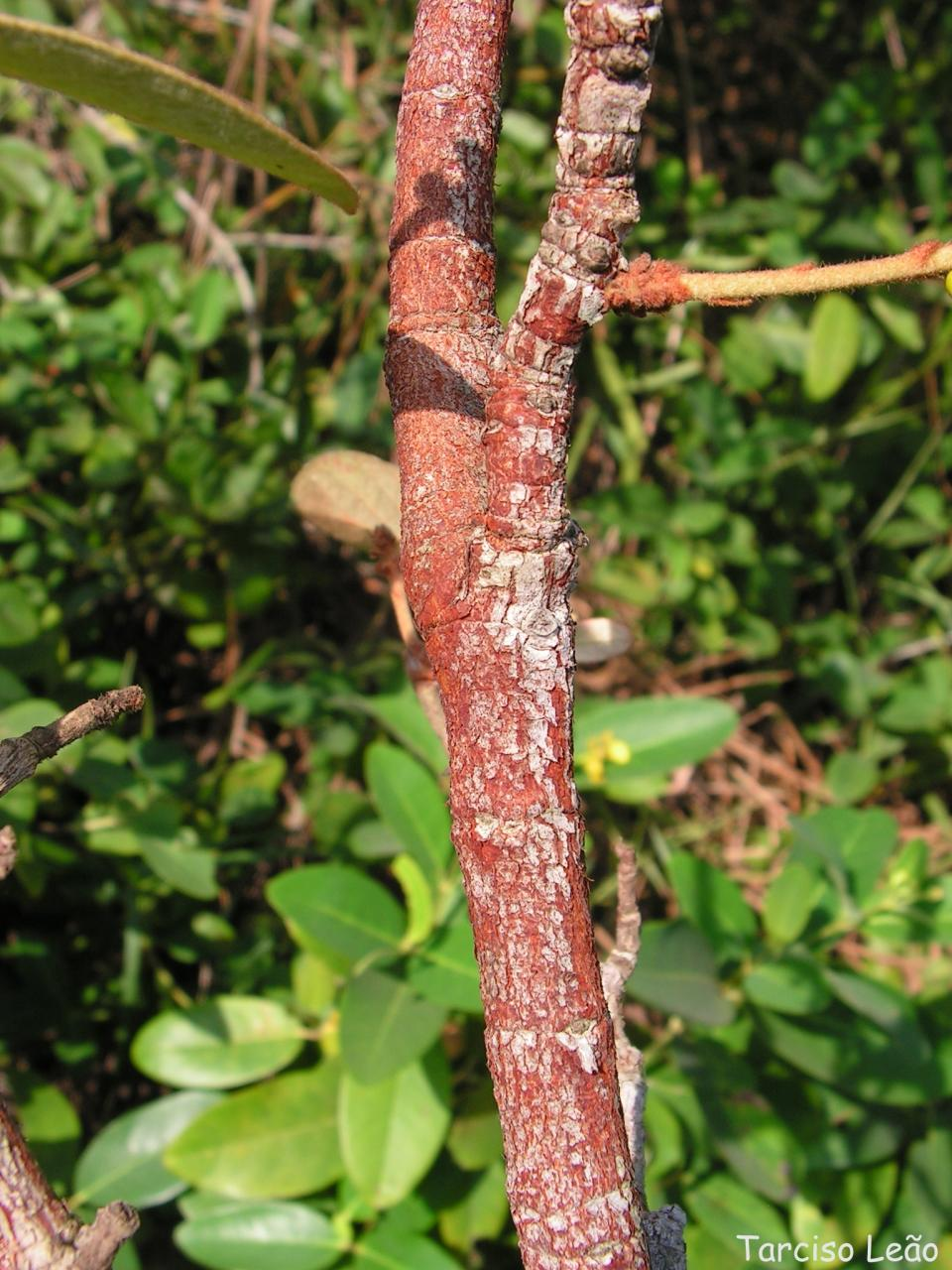
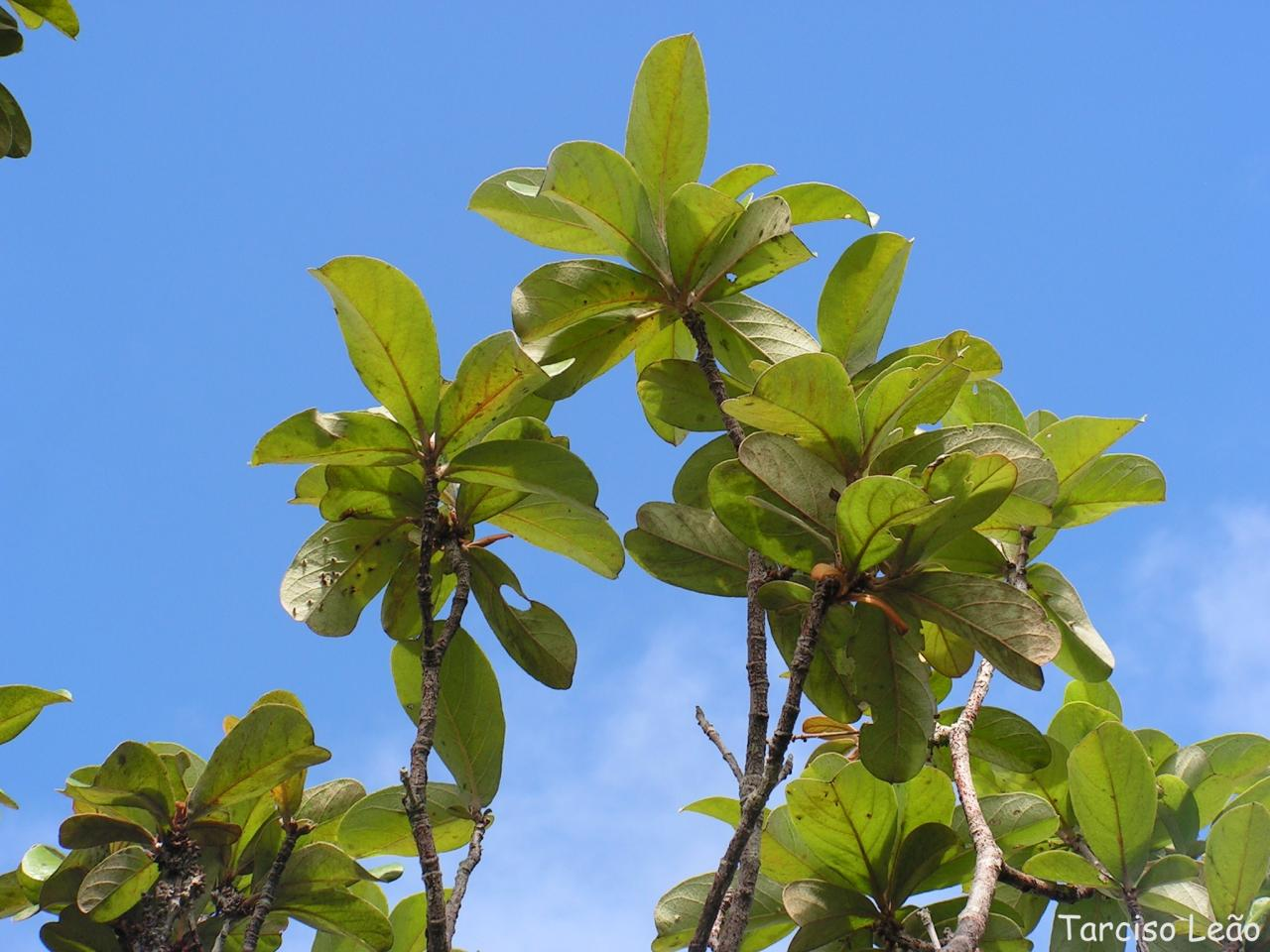
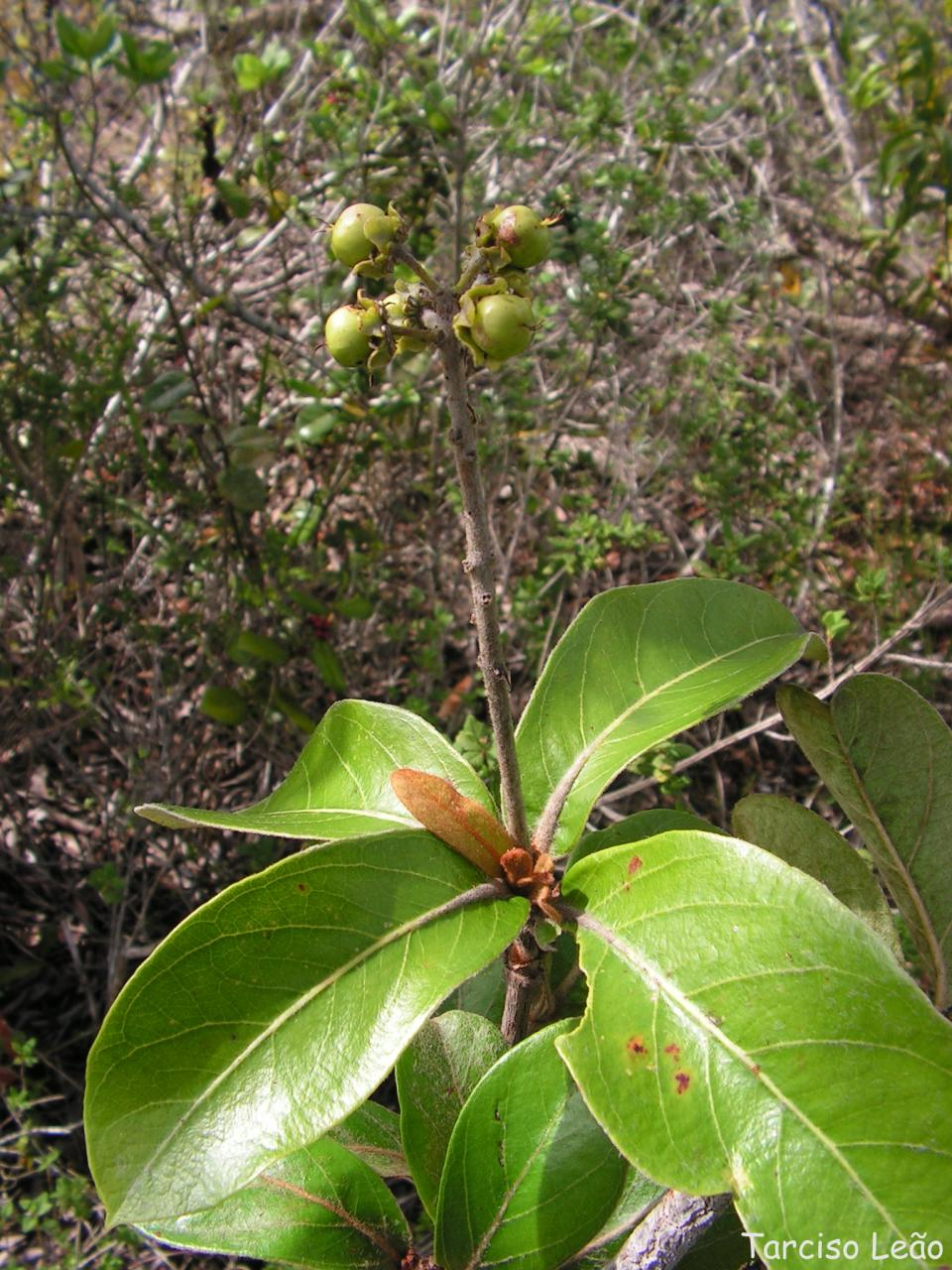
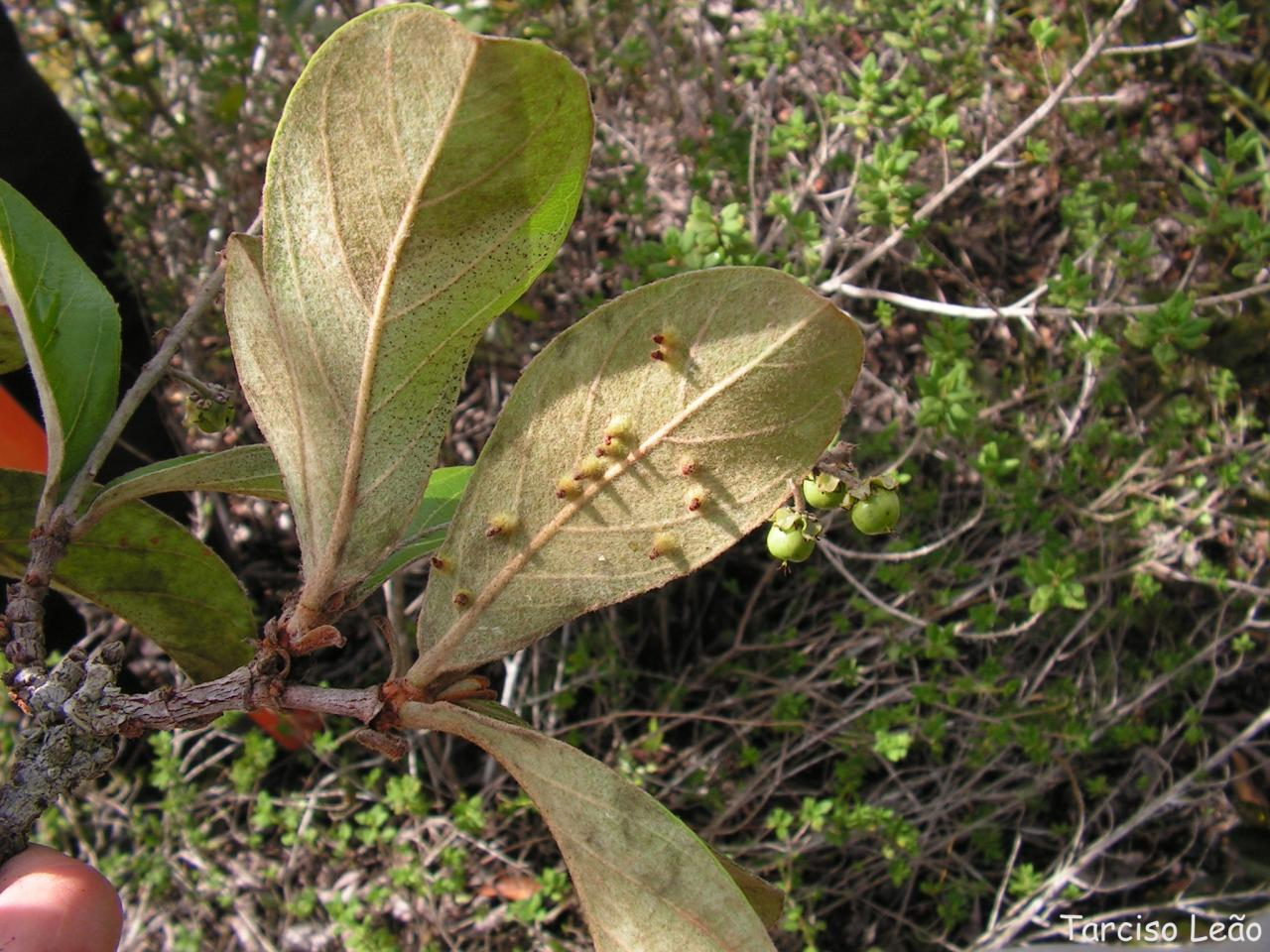
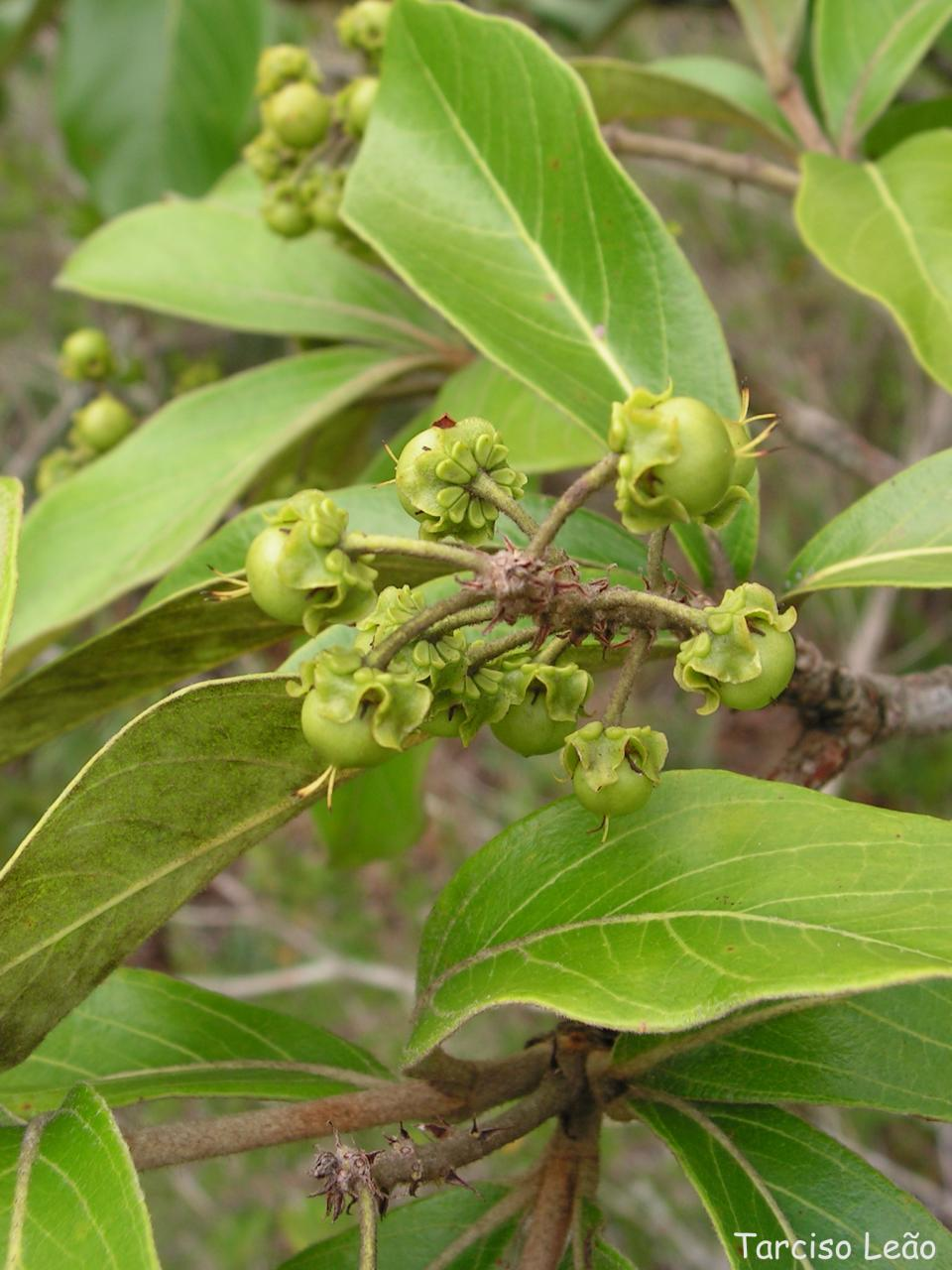
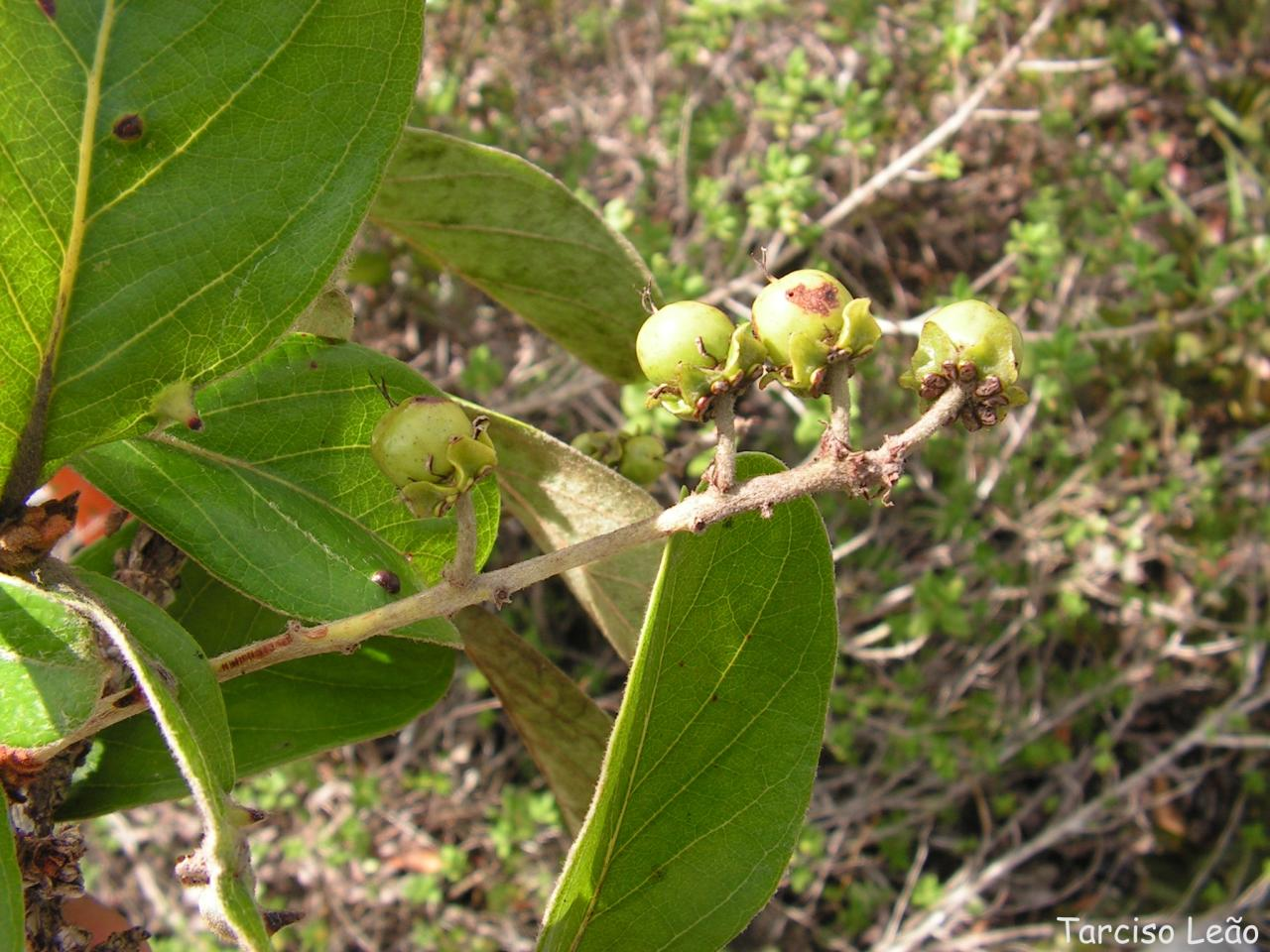
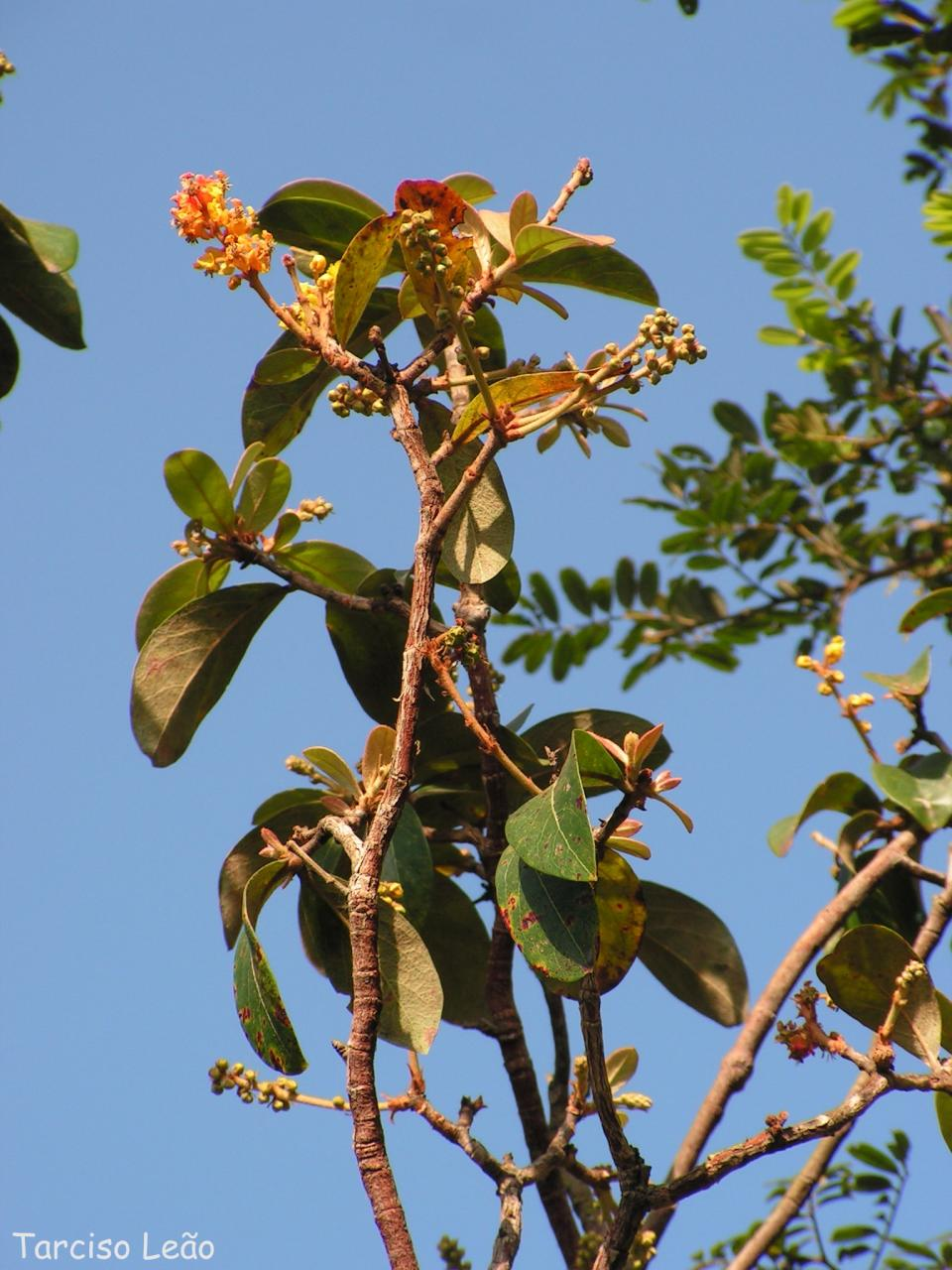
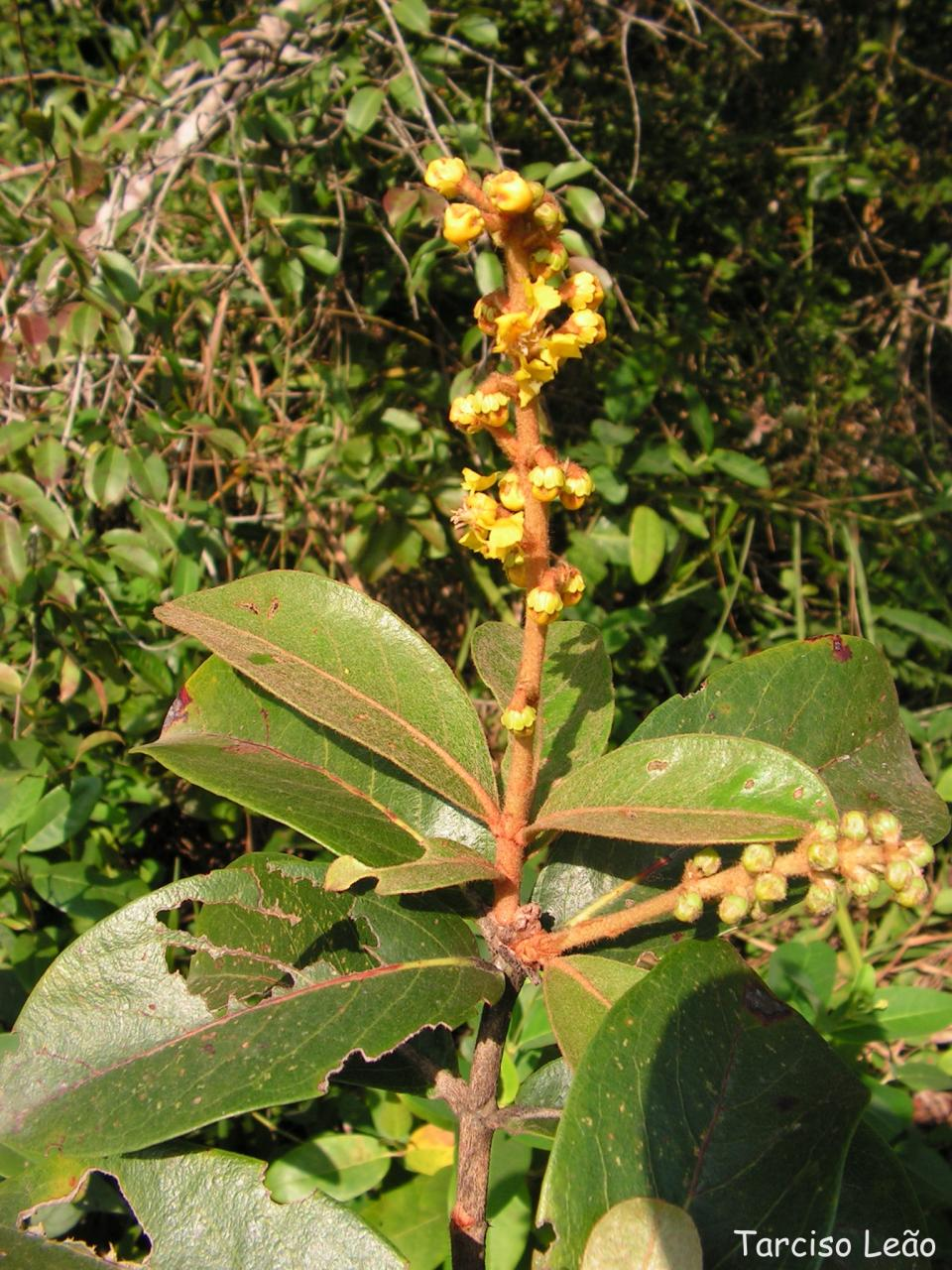
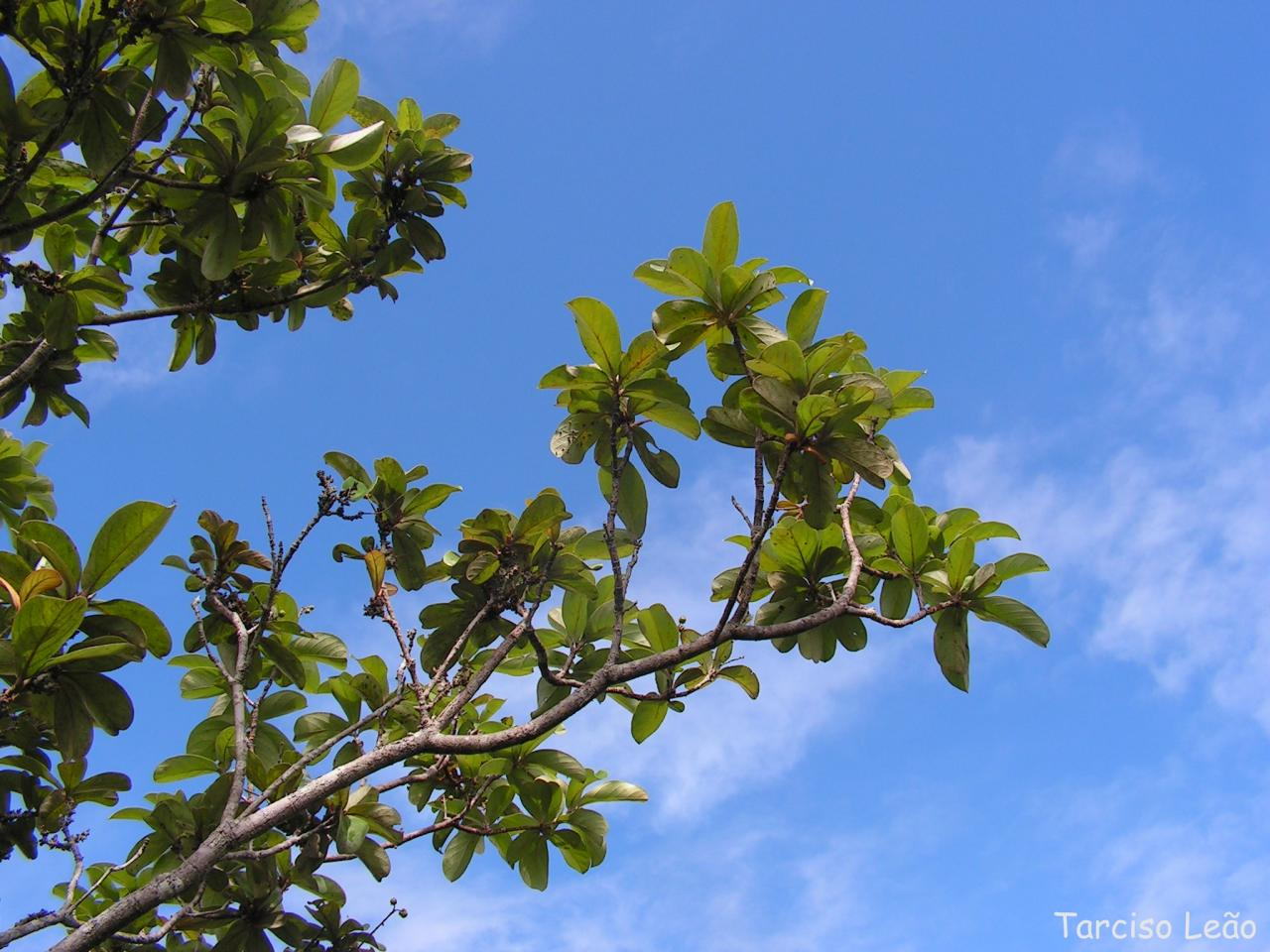
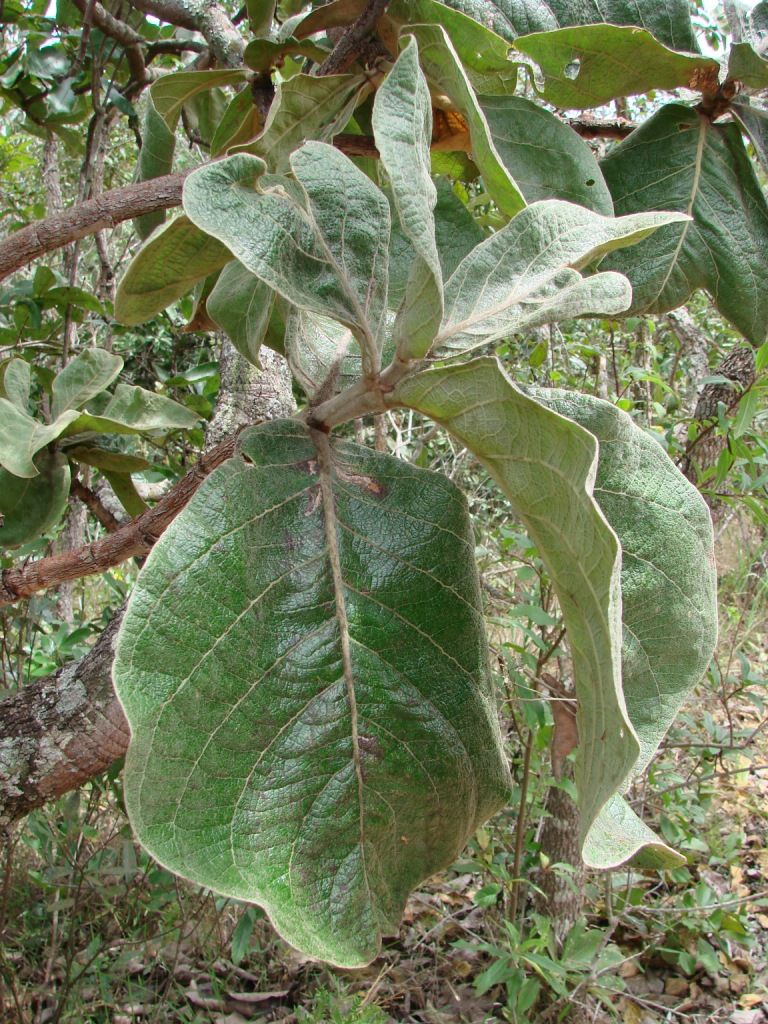
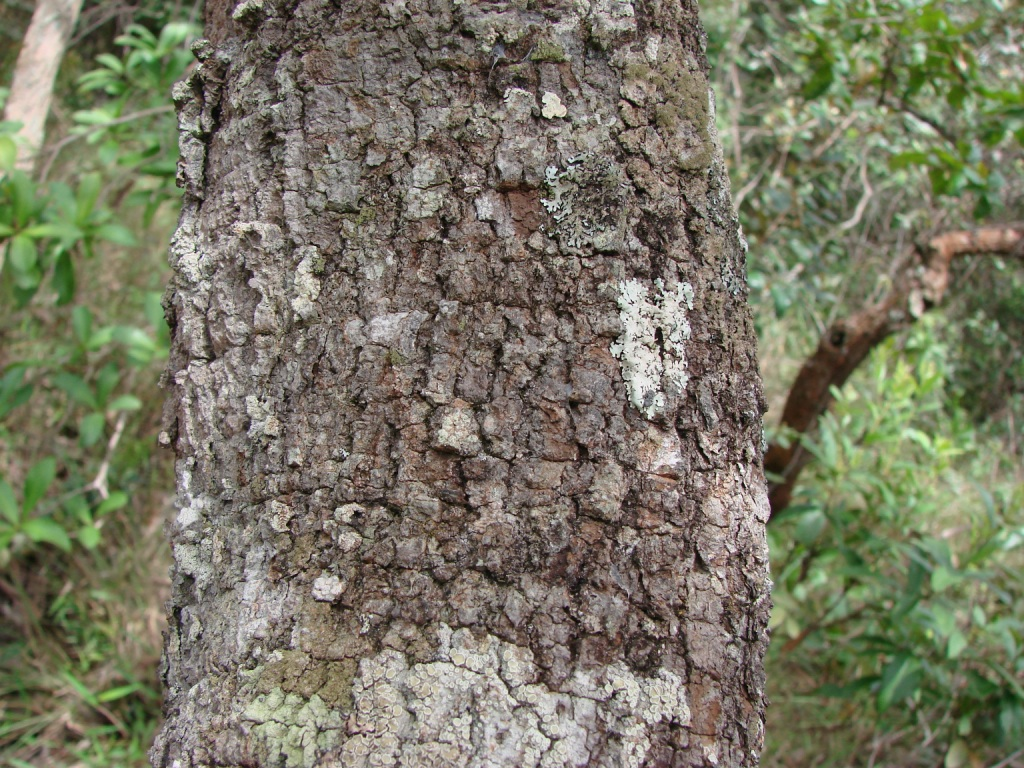
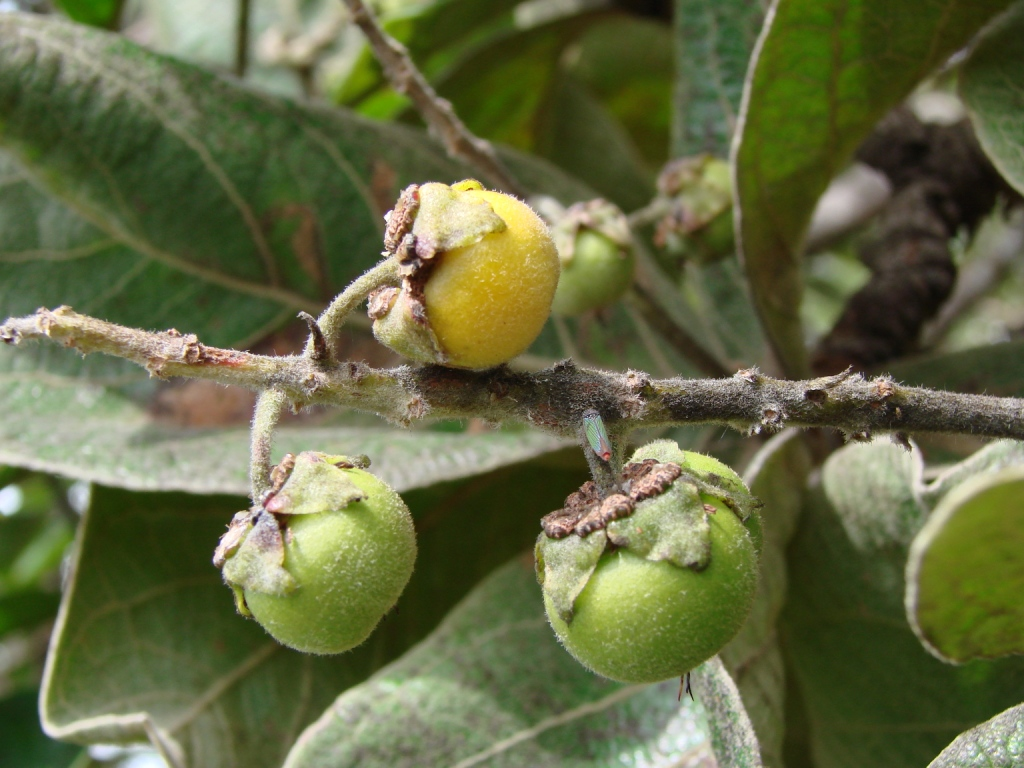